# Arctanthemum
Arctanthemum, rod trajnica iz porodice Compositae raširen po Arktiku i subarktiku Sjeverne Amerike i Azije. 
Rod je opisan 1985. i smješten u podtribus Artemisiinae, a po nekima sinonim je za rod Chrysanthemum L. Priznate su 43 vrste.

## Vrste[2]
1. Arctanthemum arcticum (L.) Tzvelev ili Chrysanthemum arcticum L.
2. Arctanthemum integrifolium (Richardson) Tzvelev ili Chrysanthemum integrifolium Richardson
3. Arctanthemum kurilense (Tzvelev) Tzvelev ili Chrysanthemum arcticum subsp. yezoense (Maek.) H.Ohashi & Yonek.
4. Arctanthemum yezoense (Maekawa) Tzvelev

## Sinonimi
- Dendranthema sect. Arctanthemum Tzvelev, bazionim